# Swaziphanes
Swaziphanes is een kevergeslacht uit de familie van de boktorren (Cerambycidae). De wetenschappelijke naam van het geslacht werd voor het eerst geldig gepubliceerd in 2002 door Adlbauer.

## Soorten
Swaziphanes is monotypisch en omvat slechts de volgende soort:
- Swaziphanes bimaculatus Adlbauer, 2002